# Omilos Filathlōn Īrakleiou 2009-2010
Questa voce raccoglie le informazioni riguardanti l'Omilos Filathlōn Īrakleiou nelle competizioni ufficiali della stagione 2009-2010.

## Rosa
Fonte:
| N. |                   | Ruolo | Calciatore            |
| -- | ----------------- | ----- | --------------------- |
|    | Grecia (bandiera) | P     | Alexandros Kasmeridis |
|    | Grecia (bandiera) | P     | Polychronis Vezyridis |
|    | Togo (bandiera)   | D     | Éric Akoto            |
|    | Grecia (bandiera) | D     | Manolis Moniakis      |
|    | Haiti (bandiera)  | C     | Frantz Bertin         |
|    | Serbia (bandiera) | C     | Željko Kalajdžić      |
|    | Grecia (bandiera) | C     | Kostas Kiassos        |
|    | Serbia (bandiera) | C     | Aleksandar Pešić      |

| N. |                       | Ruolo | Calciatore               |
| -- | --------------------- | ----- | ------------------------ |
|    | Grecia (bandiera)     | C     | Minas Pitsos             |
|    | Portogallo (bandiera) | C     | Sérgio Organista         |
|    | Grecia (bandiera)     | C     | Panagiotis Zorbas        |
|    | Grecia (bandiera)     | A     | Anastasios Agritis       |
|    | Grecia (bandiera)     | A     | Giōrgos Manousos         |
|    | Nigeria (bandiera)    | A     | Patrick Ogunsoto         |
|    | Grecia (bandiera)     | A     | Alexandros Perogamvrakis |